# Сант-Алессио-ин-Аспромонте
Сант-Алессио-ин-Аспромонте (итал. Sant'Alessio in Aspromonte) — коммуна в Италии, располагается в регионе Калабрия, в провинции Реджо-Калабрия.
Население составляет 364 человека (2008 г.), плотность населения составляет 91 чел./км². Занимает площадь 4 км². Почтовый индекс — 89050. Телефонный код — 0965.
Покровителем коммуны почитается святой Алексий, человек Божий, празднование в третье воскресение августа.

## Демография
Динамика населения:

## Администрация коммуны
- Официальный сайт: http://santalessioinaspromonte.asmenet.it